# Grupa 61
Grupa 61 (niem. Dortmunder Gruppe 61) – koło zachodnioniemieckich publicystów i pisarzy założone w 1961 w Dortmundzie.
Została zainicjowana przez Fritza Hüsera i Maksa von der Grüna. Skupieni w niej pisarze zajmowali się i prezentowali problemy życia robotników i ukazywali stosunki panujące w przemyśle. Pod koniec lat 60. w grupie doszło do rozłamu, w wyniku którego powstała osobna grupa "Werkkreis Literatur der Arbeitswelt" zwana "Werkkreis 70". Jej członkami byli m.in. Günter Wallraff, Angelika Mechtel, Erika Runge i Günter Westerhoff.